# Escola inglesa
A Escola Inglesa de teoria das relações internacionais (às vezes também chamada de realismo liberal, Escola da Sociedade Internacional ou institucionalistas britânicos) afirma que existe uma "sociedade de Estados" a nível internacional, apesar da condição de anarquia (ou seja, a falta de um governante global ou Estado mundial). A escola inglesa defende a convicção de que as ideias, ao invés de simplesmente as capacidades materiais, moldam a conduta da política internacional e, portanto, merecem análise e crítica. Nesse sentido, é semelhante ao construtivismo, embora a Escola Inglesa tenha suas raízes mais na história mundial, no direito internacional e na teoria política, e seja mais aberta a abordagens normativas do que geralmente é o caso com o construtivismo.